# HD 190252
HD 190252，又名BD+69 1084，SAO 9592、HR 7666，是一颗恒星，视星等为6.33，位于銀經102.91，銀緯20.06，其B1900.0坐标为赤經19h 58m 56.5s，赤緯+70° 20.06′ 22″。